# Nages
Nages é uma comuna francesa na região administrativa de Occitânia, no departamento de Tarn. Estende-se por uma área de 47,11 km², com 341 habitantes, segundo os censos de 2008, com uma densidade de 7,2 hab/km².
1. ↑  «Populations légales 2018. Recensement de la population Régions, départements, arrondissements, cantons et communes». www.insee.fr (em francês). INSEE. 28 de dezembro de 2020. Consultado em 13 de abril de 2021